# Preproducción

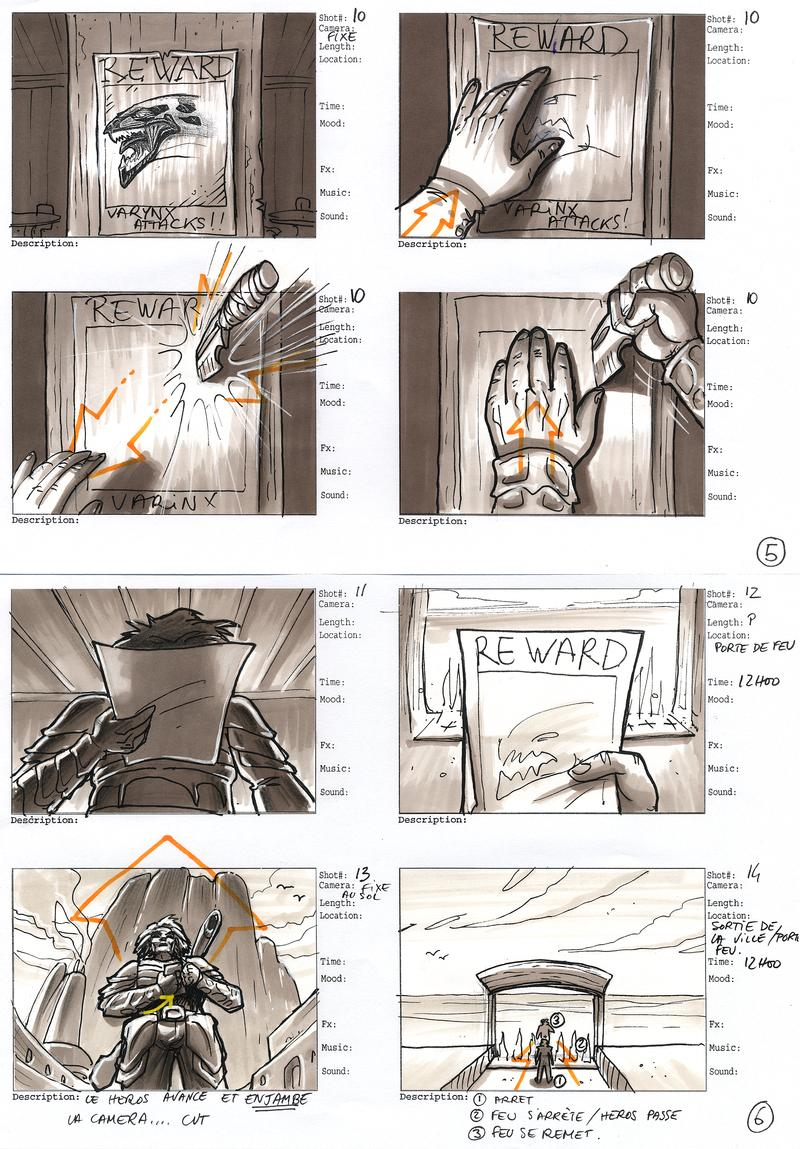
Ejemplo de storyboard, una de las fases de preproducción cinematográfica.

La preproducción es el proceso de fijación de algunos de los elementos que intervienen en una película, obra u otra presentación. Hay tres partes en una producción: preproducción, producción y posproduc
ción. La preproducción termina cuando finaliza la planificación y el contenido comienza a ser producido.

## En cine
En la producción audiovisual y la producción de vídeo, la preproducción comienza formalmente una vez que un proyecto tiene luz verde. En esta etapa, finalizando los preparativos para la producción esta entra en vigor. En general el financiamiento será confirmado y muchos de los elementos clave, como los miembros del reparto, el director y el director de fotografía, son establecidos. Al final de la preproducción, el guion por lo general está finalizado y satisfactorio para todos los financieros y otros interesados.  
Durante la preproducción, la escritura se divide en escenas individuales en un guion gráfico y todos los lugares, objetos, miembros del reparto, vestuario, efectos especiales y efectos visuales son identificados. Una muy detallada agenda se produce y se adoptan disposiciones para que los elementos necesarios estén disponibles para los cineastas en el momento apropiado. Los sets se construyen, el elenco es contratado, los arreglos financieros se ponen en su lugar y fecha de inicio para el inicio de la fotografía principal es definido. En algún momento de la preproducción habrá una mesa de lectura de la secuencia de comandos al cual deben asistir todos los miembros del reparto con partes habladas, el director, todos los jefes de los departamentos, los financieros, productores y publicistas.  
A pesar de que el escritor todavía puede estar trabajando en esta etapa, el guion es generalmente una página bloqueada y en su lugar se realizan escenas con números al inicio de la preproducción para evitar confusiones. Esto significa que a pesar de las adiciones y supresiones todavía se pueden hacer, ninguna escena en particular siempre caerá en la misma página y tienen el mismo número de escena.  

## En música
En la industria musical la preproducción es un proceso mediante el cual un artista pasa tiempo creando y refinando sus ideas musicales. Así, el artista produce una grabación demo de una canción, o borrador, con el fin de establecer la validez de la premisa creativa de la canción. Esto reduce el tiempo y el dinero gastado en estudios costosos. El objetivo es entrar en la fase de registro importante de la producción de haber sido ya establecidas las ideas básicas y más prometedoras.  
Los productores notables que preferían este proceso han incluido a Bruce Fairbairn y Bob Rock. Ambos han producido álbumes de éxito como Slippery When Wet de Bon Jovi, Dr. Feelgood de Mötley Crüe, The Black Album de Metallica y Permanent Vacation de Aerosmith.